# Email marketing
La publicidad por correo electrónico, email marketing en inglés, marketing por email, correo comercial o email comercial, es enviar un mensaje comercial directamente utilizando como canal el correo electrónico. En su sentido más amplio, cada correo electrónico que se envía a un cliente o potencial cliente puede ser considerado como publicidad por correo electrónico. Normalmente implica utilizar un correo para enviar anuncios, peticiones de negocios, solicitar ventas o donaciones, y está principalmente orientado a crear lealtad, confianza, o concienciación de marca.
La publicidad por correo electrónico puede efectuarse a listas compradas o una base de datos de clientes actual. En términos generales, el término mercadotecnia por correo electrónico es normalmente utilizado para referirse a enviar correos electrónicos con el propósito de mejorar la relación de una empresa con sus clientes actuales o anteriores, para generar lealtad del cliente y empresarial, adquiriendo clientes nuevos o convenciendo clientes actuales para adquirir algo inmediatamente, y añadiendo los anuncios a correos electrónicos enviados por otras compañías a sus clientes.

## Tipos de publicidad
La publicidad por correo electrónico puede ser llevado a cabo a través de tipos diferentes de correos electrónicos:

### Correos electrónicos transaccionales
Los correos electrónicos transaccionales son normalmente accionados con base a alguna actividad entre el cliente y la compañía. Para ser cualificado como transaccional o como mensaje de relación, el correo debe tener como propósito primario el de "facilitar, completar, o confirmar una transacción comercial" junto con unas cuantas otras definiciones.
El propósito primario de un correo electrónico transaccional es transportar la información con respecto a la acción que lo provocó. Pero, debido a sus altos índices de apertura (51.3 % comparados a 36.6 % para boletines por correo electrónico), los correos electrónicos transaccionales son una oportunidad para generar compromiso por parte de los clientes: para introducir o extender la relación de los  correos electrónicos con clientes o suscriptores, anticipar y responder preguntas.

### Correos electrónicos directos
Los correos electrónicos directos constituyen un tipo de publicidad basado en enviar un correo solo para comunicar un mensaje promocional (por ejemplo, un anuncio de una oferta especial o un catálogo de productos). Las compañías normalmente recogen una lista de clientes o direcciones de correo electrónico de perspectiva para enviar mensajes directos, o también pueden alquilar una lista de direcciones de correo electrónico de compañías de servicio.

## Comparación con el correo tradicional
Hay tanto ventajas como desventajas en el uso de la publicidad por correo electrónico en comparación con el correo tradicional para enviar publicidad.
Ventajas
Las empresas prefieren la publicidad por correo electrónico por varias razones:
- Se puede monitorizar el retorno de la inversión exacto y se ha comprobado que éste puede ser alto cuando se realiza adecuadamente. A menudo la mercadotecnia por correos electrónicos queda en un segundo plazo sólo con respecto al SEM (mercadotecnia en buscadores web) como táctica de publicidad en línea efectiva.
- Un estudio de 2015 determinó que la publicidad por correo electrónico genera en promedio un 246 % de retorno de la inversión a las empresas medianas.[4][5]
- La publicidad por correo electrónico es mucho más económico y rápido que el correo tradicional, más que nada por los altos costes y tiempo requeridos en una campaña tradicional de envío por correo tradicional, ya que hay que elaborar el material gráfico, imprimir, poner las direcciones y enviar.
- Los anunciantes pueden llegar a un número importante de suscriptores que han elegido (es decir, han accedido) a recibir comunicados por correo electrónico sobre asuntos que les interesa.
- Casi la mitad de los usuarios de Internet de Estados Unidos verifican o envían sus correos electrónicos a diario, con volúmenes disparados de correos electrónicos entregados entre la 01:00 y las 05:00 de la madrugada (hora local) que consiguen mejores resultados que otros correos enviados a otras horas en tasas de clics y aperturas.
- El correo electrónico se ha vuelto popular entre los vendedores digitales, llegando a aproximadamente el 15 % en 2009, hasta 292 millones de libras en el Reino Unido.
- Si lo comparamos con el correo tradicional, la mercadotecnia directa por correo electrónico produce mayores tasas de respuesta y un mayor valor promedio del pedido para los negocios de comercio electrónico.

##### Desventajas
Un informe realizado por la empresa proveedora de servicios de correo electrónico Return Path pone de manifiesto que desde mediados de 2008 la capacidad de entrega por correo electrónico sigue siendo un problema para vendedores legítimos. Según el informe, los servidores legítimos de correo electrónico han llegado a una tasa promedia de entrega del 56%; un veinte por ciento de los mensajes han sido rechazados, y un ocho por ciento han sido filtrados.
Las empresas que piensan en la posibilidad de utilizar un programa de mercadotecnia por correo electrónico se tienen que asegurar que su programa no infringe las leyes de correo basura, como por ejemplo la ley de los Estados Unidos que controla el ataque de pornografía y publicidad no solicitada (Ley para el Control de la Invasión de Pornografía y Publicidad no Solicitada de los EE. UU. [CAN-SPAM]), la Regulación Europea sobre Privacidad y Comunicación Electrónica de 2003, o la política de uso aceptable de su proveedor de servicios de Internet.

## Anuncios por correo con consentimiento explícito
La mercadotecnia de permiso es un método publicitario vía correo electrónico por el cual el recipiente del anuncio ha dado su consentimiento previo para recibirlo. Este método es uno de varios desarrollado por los publicistas para eliminar las desventajas de la mercadotecnia por correo electrónico.
Igualmente, es importante mantener una higiene limpia en tu lista de correo electrónicos. Remueve cualquier correo que no ha participado con tus correos.

## Publicidad por correo electrónico al móvil
Gracias a la publicidad por correos electrónicos se registran altas cantidades de tráfico web debido al impulso que la humanidad aumenta el uso de los dispositivos móviles como teléfonos inteligentes y tabletas. Es por ello que las empresas y los vendedores hoy en día estudian y analizan el comportamiento de sus posibles compradores potenciales para así poder, personalizar y brindar la información de valor sobre la base de una necesidad que posean sus clientes. El uso de correos electrónicos como herramienta de mercadotecnia digital moderno es de gran uso para estas empresas que buscan satisfacer a sus clientes de la mejor manera.

## Requisitos legales

### Chile
Con respecto a los correos basura y al uso de buenas prácticas en mercadotecnia por correos electrónicos, en Chile se sanciona esta práctica comercial pues considera que vulnera el derecho a la libre elección del consumidor, en especial, su derecho a la privacidad. Por lo tanto, los usuarios tienen derecho a exigir que se les remueva de las listas de destinatarios.

### Perú
Con respecto a los correos basura y al uso de buenas prácticas en mercadotecnia por correos electrónicos, el estado peruano no prohíbe el spam explícitamente, sino que lo regula mediante requisitos que deberán ser cumplidos por aquellos que envíen mensajes no solicitados. Requisitos tales como:
- Colocar la palabra publicidad en la línea de asunto del mensaje.
- El mensaje debe contener el nombre o denominación social, domicilio completo y dirección de correo electrónico de la persona natural o jurídica que emite el mensaje.
- Incluir un correo válido para que el receptor pueda enviar un mensaje para notificar su voluntad de no recibir más correos.

### España
En España también está legalizado el envío de publicidad por correo, y toda base de datos debe de estar registrada en la Agencia Española de Protección de Datos. Todo correo debe estar identificado con la palabra Publicidad o Publi y siempre deberá llevar un enlace para que el usuario pueda tener acceso a editar, modificar o borrar su correo electrónico de la lista de distribución. Desde mayo de 2017 existe una nueva normativa a nivel europeo que comenzó a ser aplicable el 25 de mayo de 2018, momento en el que sustituyó definitivamente a la Directiva 95/46/CE, que regía gran parte de la actividad de los profesionales de la publicidad por correos electrónicos.
Entre las principales novedades introducidas en este nuevo reglamento que más afectaron a la publicidad por correo electrónico se encuentran la anulación de facto del consentimiento implícito, siendo necesario en adelante un consentimiento explícito del suscriptor. Además, es necesaria una mayor transparencia sobre el uso de los datos y la posibilidad de rectificación de los mismos, obligación de aviso en caso de que se produzca transferencia internacional de datos (lo que afecta principalmente a plataformas situadas fuera de la Unión Europea) y la comunicación a los usuarios acerca de sus derechos.

### EU
El artículo 13 de la Directiva prohíbe el uso de direcciones personales de correo electrónico con fines comerciales. La Directiva establece el régimen de inclusión voluntaria, según el cual los correos electrónicos no solicitados sólo pueden enviarse con el consentimiento previo del destinatario; esto no se aplica a las direcciones de correo electrónico de empresas. En el Reino Unido, los empresarios individuales y los miembros de sociedades no constituidas en sociedad gozan de la misma protección que los particulares.
La Directiva se ha incorporado a la legislación de los Estados miembros. En el Reino Unido está cubierta por el Reglamento de Privacidad y Comunicaciones Electrónicas (Directiva CE) de 2003 y se aplica a todas las organizaciones que envían marketing por alguna forma de comunicación electrónica.
El GDPR en 2018 impuso "una serie de nuevos requisitos a las empresas que recopilan, almacenan y procesan datos personales de usuarios de la UE, lo que impacta a los comercializadores de correo electrónico" - en particular, el derecho de los usuarios a acceder a la información que se tiene sobre ellos; y el derecho a que toda esa información se elimine a su solicitud.Según el GDPR, cada país de la Unión Europea puede decidir qué tipo de consentimiento es necesario para enviar marketing directo a las personas.